# Gittenbergeri turriplana
Gittenbergeri turriplana es una especie de molusco gasterópodo pulmonado terrestre de la familia Helicidae.

## Distribución geográfica
Es endémica del Algarve, en Portugal. 